# Canton de Lille-Centre
Le canton de Lille-Centre est un ancien  canton français, situé dans la Métropole Européenne de Lille, le département du Nord et la région Hauts-de-France.
Le canton de Lille-Centre faisait partie de la première circonscription du Nord.

## Composition
Le canton de Lille-Centre se composait d’une fraction de la commune de Lille. Il compte 24 812 habitants (population municipale) au 1er janvier 2012.
| Nom               | Code Insee | Intercommunalité              | Population (dernière pop. légale)                |
| ----------------- | ---------- | ----------------------------- | ------------------------------------------------ |
| Lille (chef-lieu) | 59350      | Métropole européenne de Lille | Fraction : 24 812(2012) Commune : 233 897 (2014) |

## Histoire
Le canton de Lille-Centre datait de 1889 et provenait de l'ancien grand canton de Lille-Sud-Ouest.
Un canton Centre existait auparavant, en lieu et place de l'actuel canton de Lille-Nord et datant de 1801.

## Représentation

### Conseillers généraux de 1833 à 2015
| Date d'élection         | Identité                                    | Parti                 | Qualité | Note                                                                                   |
| ----------------------- | ------------------------------------------- | --------------------- | --- | -------------------------------------------------------------------------------------- |
| 1833-1842               | Joseph Aimé Delesalle-Desmedt               |                       | Filateur de coton et de lin, Président de la Chambre de commerce de Lille (1836-1837), Président du Tribunal de Commerce de Lille, Conseiller général du Canton de Lille-Ouest (1833-1842),.                 |                                                                                        |
| 1842-1843               | Emile Grodée-Alavoine                       |                       | Négociant, Membre de la Chambre de commerce de Lille (1838-1843), Conseiller municipal de Lille (1830-1843), Conseiller général du Canton de Lille-Ouest (1842-1843).                                        |                                                                                        |
| 1843-1848               | Gaspard Thémistocle Lestiboudois            | Opposition dynastique | Médecin, Député du 2e collège du Nord (Lille) (1839-1848), Député du Nord (1849-1851), Conseiller général du Canton de Lille-Ouest (1843-1848), Conseiller général du Canton de Lille-Sud-Ouest (1848-1851). |                                                                                        |
| 1848-1852               | Achille Testelin                            | Républicain           | Médecin, Député du Nord (1849-1851 et 1871-1875), Sénateur inamovible du Nord (1875-1891). |                                                                                        |
| 1852-1864               | Henri Bernard                               |                       | Raffineur de sucre à Lille |                                                                                        |
| 1864-1869 (décès)       | Théodore Lucien Joseph Godefroy (1807-1869) |                       | Docteur-médecin Conseiller municipal de Lille |                                                                                        |
| 1869-1871               |                                             |                       | |                                                                                        |
| 1871-1874               | Louis Faidherbe                             | Républicain           | Général Gouverneur du Sénégal Député du Nord en 1871 Sénateur du Nord de 1879 à 1888 |                                                                                        |
| 1874- avril 1889        | Pierre Legrand                              | Opportuniste          | Ministre du Commerce (1882-1883, 1885-1886 et 1888-1889), Député du Nord (1876-1885 et 1887-1895), Conseiller général du Canton de Lille-Nord (1889-1892).                                                   |                                                                                        |
| 1889-1891               | Achille Testelin                            | Républicain           | Médecin, Député du Nord (1849-1851 et 1871-1875), Sénateur inamovible du Nord (1875-1891). |                                                                                        |
| 1891-1898               | Emile Ovigneur                              | Républicain           | Avocat à Lille |                                                                                        |
| 1898-1911 (décès)       | Fernand Danchin                             | Républicain           | Avocat, vice-président de la Commission administrative des hospices de Lille |                                                                                        |
| 1911-1934               | Lucien Crépy-Saint-Léger (1869-1936)        | URD                   | Industriel (filateur) Adjoint au Maire de Lille |                                                                                        |
| 1934-1940               | Henri Becquart                              | URD                   | Directeur d'usine à Armentières Député (1936-1940) |                                                                                        |
|                         |                                             |                       | |                                                                                        |
| 1943-1945               | Paul Dehove                                 | ex-SFIO               | Commis-rédacteur, puis inspecteur des PTT Maire de Lille (1940-1944) Nommé conseiller départemental en 1943 Président du Conseil départemental (1943-1945)                                                   |                                                                                        |
|                         |                                             |                       | |                                                                                        |
| 1945-1951               | Maurice Walker                              | MRP                   | Industriel Sénateur (1946-1955) |                                                                                        |
| 1951-1970               | Bertrand Motte                              | CNIP                  | Administrateur de sociétés Député (1958-1962) |                                                                                        |
| 1970-1976               | Robert Valbrun                              | UDR                   | Négociant Député (1974-1978) |                                                                                        |
| 1976 - 1981 (décès)     | Norbert Ségard                              | app. UDR              | Professeur Député du Nord (1973-1974) Ministre |                                                                                        |
| 1981 - 1982             | Denise Ségard                               | RPR                   | Commerçante | partielle, à la suite du décès du sortant Norbert Ségard, son époux                    |
| 1982 - 1999 (démission) | Jacques Donnay                              | RPR                   | Commerçant Président du Conseil général du Nord (1992-1998) Député européen (1994-1999) Sénateur du Nord (1999 à 2001)                                                                                       |                                                                                        |
| 1999 - 2002 (démission) | Christian Decocq                            | RPR                   | Sous-directeur d'agence de l'eau Cons. Municipal de Lille | Partielle, à la suite de la démission de J. Donnay, élu Sénateur en octobre 1999       |
| 2002 - 2008             | Alex Türk                                   | SE-UMP                | Maître de conférences à l'université Sénateur (1992-2001) Conseiller régional | Partielle, à la suite de la démission de C. Decocq, élu député en juin 2002 (3e circ.) |
| 2008 - 2015             | Martine Filleul                             | PS                    | Ancienne sociologue Adjointe au Maire de Lille Elue en 2015 dans le Canton de Lille-4 |                                                                                        |

1976 : 
Norbert Ségard (RPR) élu au 1er Tour face au PS Bochner 21,67 %
1er Tour : autres résultats : PC : 11,03 % / Modéré : 4 % / MRG : 2,15 % / DVG : 1,69 %
1981 : Dénise Ségard (RPR) succède à son mari après l'organisation d'une élection partielle, à la suite de son décès.
1982 : 
Jacques Donnay : 1re élection de J. Donnay avec 67,3 % face au PS Bochner 32,69 %
1er Tour : autres résultats : UDF : 14,77 % / FN : 6,97 % / PC : 6,62 % / extr dte : 2,01 %
1988 :
Jacques Donnay réélu en 1988 face à Patrick Kanner (63 % / 37 %)
1er Tour : RPR : (J. Donnay) : 57,6 % (part. inf à 50 %) / PC : 4,2 % / Div PC (D. Poliautre) : 2,5 % / Verts (Ph Bernard): 7,1 % / PS  (P. Kanner) : 28,5 %
1994 :
Jacques Donnay  réélu en 1994 face à Patrick Kanner (59,05 % / 40,95 %)
1er Tour : PC (Françoise Hénaut) : 5,41 % / PS (P. Kanner) : 25,85 % / MRG : 3,55 % / RPR (J. Donnay) : 46,71 % / FN : 10,54 %
1999 : Partielle, élection de Christian Decocq à la suite de la démission de J. Donnay, élu Sénateur du Nord en octobre 1999
2001 : Réélection de Christian Decocq (RPR) avec 53,86 % devant Marc Bodiot (PS) 46,14 %
1er Tour : PC : 5,09 % / PS : 24,5 % / Verts (Quiquet) : 22,38 % / RPR : 35,92 % / RPR : 4,19 % / DVD : 1,22 % / FN : 5,33 % / MNR : 1,37 %
2002 : Partielle, élection d'Alex Turc à la suite de la démission de C. Decocq, élu Député de la 3e circonscription du Nord en juin 2002
2008 : Élection de Martine Filleul, Adjointe au Maire de Lille. 
Victoire historique de la gauche dans un Canton acquis à la droite depuis sa création à la Libération.
Le 16 mars 2008 (2e tour) les résultats ont été les suivants :
- Isabelle Mahieu (UMP) : 44,20 %
- Martine Filleul (PS) : 55,80 %

Le 9 mars 2008 (1er Tour) les résultats ont été les suivants :
- Isabelle Mahieu (UMP) : 34,70 %
- Christiane Bouchart (Les Verts) : 16,41 %
- Franck Jakubek (PC) : 5,07 %
- Martine Filleul (PS) : 31,24 %
- Frédéric Lambin (MoDem) : 10,64 %
- Nadia Bouyakoub (Div.) : 1,94 %

### Conseillers d'arrondissement (de 1833 à 1940)
| Période                                  | Période      | Identité                                                | Étiquette  | Qualité |
| ---------------------------------------- | ------------ | ------------------------------------------------------- | ---------- | --- |
| 1833                                     | 1836         | Charles Dominique Verley (1800-1872)                    |            | Négociant à Lille, membre de la Chambre de commerce                                                                                          |
|                                          |              |                                                         |            | |
|                                          | 1882 (décès) | Alexandre Léopold Auguste Schneider-Bouchez (1813-1882) |            | Négociant, conseiller municipal de Lille |
| 1882                                     | 1889         | Jules Leduc                                             | Socialiste | Cafetier à Lille |
|                                          |              |                                                         |            | |
|                                          | 1894 (décès) | Achille Henri Dutilleul (1840-1894)                     |            | Propriétaire à Lille |
|                                          |              |                                                         |            | |
| 1895                                     | 1901         | Henri Cointrelle (1863-1943)                            |            | Avocat à Lille, ancien bâtonnier, adjoint au maire                                                                                           |
| 1901                                     | 1939 (décès) | Hector Franchomme                                       | FR         | Ingénieur, industriel (chocolatier) et négociant à Lille Président du syndicat des confiseurs français Président du Conseil d'arrondissement |
| 1939                                     | 1940         | siège vacant                                            |            | |
| 1940                                     |              |                                                         |            | Les conseils d'arrondissement ont été suspendus par la loi du 12 octobre 1940 et n'ont jamais été réactivés                                  |
| Les données manquantes sont à compléter. |              |                                                         |            | |

## Démographie
| 1962 | 1968 | 1975 | 1982 | 1990   | 1999   | 2006   | 2011   | 2012   |
| ---- | ---- | ---- | ---- | ------ | ------ | ------ | ------ | ------ |
| -    | -    | -    | -    | 17 129 | 21 959 | 26 257 | 24 828 | 24 812 |